# 王懋德 (隆慶辛未進士)
王懋德（1543年—1584年），字敬甫，號順庭，江西撫州府金谿縣人，軍籍，明朝政治人物。

## 生平
隆庆元年（1567年）丁卯科江西鄉試第十九名舉人。隆慶五年（1571年）登辛未科會試第四十六名，第二甲第十一名進士。改庶吉士，送翰林院读书。萬曆元年（1573年）五月授编修，养病。七年复除原职，八年九月充《大明会典》纂修官，九年十月充编纂六曹章奏官，十一年八月充经筵展书官，请假歸乡。後以南少司成（国子监司業）召起，坐船至临清病逝。

## 家族
曾祖王昱；祖父王璉，壽官；父王化，母徐氏；繼母饒氏。重庆下。